# John Hughlings Jackson
John Hughlings Jackson (Providence Green, 4 aprile 1835 – Londra, 7 ottobre 1911) è stato un neurologo britannico.

## Vita
Figlio di Samuel Jackson e Sarah Hughlings, sua madre morì ad appena un anno dalla sua nascita. I suoi tre fratelli emigrarono in Nuova Zelanda, mentre la sorella sposò un medico. Lui stesso divenne medico nel 1859 e lavorò dapprima al London Hospital e successivamente al National Hospital for Paralysis and Epilepsy a Queen Square, Londra (ora denominato National Hospital for Neurology and Neurosurgery). Divenne membro della Royal Society nel 1878 e morì a Londra nel 1911 all'età di 76 anni.

## Contributi
Jackson è considerato da alcuni il fondatore della neurologia come scienza, senz'altro un importante innovatore, lucido e prolifico con oltre 300 articoli (anche se talvolta ripetitivo nei suoi scritti). Malgrado la vastità dei suoi interessi, è ricordato per i suoi contributi allo studio e alla comprensione dell'afasia e dell'epilessia in tutte le sue forme. In particolare, il suo nome è legato indissolubilmente alla caratteristica sequenza dei sintomi focali, al cosiddetto stato sognante psicomotorio con origine nel lobo temporale, e a varie forme di automatismi patologici e disordini comportamentali.
Ciò è tanto più sorprendente se consideriamo come ai tempi non poteva certo ricorrere alla sofisticata neurotecnologia odierna, ma solo alle sue capacità di osservazione e deduzione logica. A lui è dovuta per esempio l'iniziale intuizione (sebbene senza prove documentali) di come abbiano origine nel cervello gli impulsi motori.
Insieme agli amici David Ferrier e James Crichton-Browne, due eminenti neurologi, fondò nel 1878 l'importante rivista scientifica dedicata alla neurologia Brain (cervello), pubblicata ancora oggi. Nel 1892, Jackson fu poi uno dei fondatori della National Society for the Employment of Epileptics (ora National Society for Epilepsy), insieme a William Gowers e David Ferrier.

## Influenze
La sua teoria del funzionamento neurologico e cerebrale come una struttura gerarchica ha fortemente influenzato nella sua teoria dell'Organodinamismo lo psichiatra francese Henri Ey.
Oliver Sacks cita ripetutamente nei suoi lavori Jackson come un fondamentale precursore.